# Liste der Kulturdenkmale in Berlin-Altglienicke

Lage von Altglienicke in Berlin

In der Liste der Kulturdenkmale von Altglienicke sind die Kulturdenkmale des Berliner Ortsteils Altglienicke im Bezirk Treptow-Köpenick aufgeführt.

## Denkmalbereiche (Ensembles)
| Nr.      | Lage | Offizielle Bezeichnung                                                                              | Beschreibung                                                         | Bild                                |
| -------- | --- | --------------------------------------------------------------------------------------------------- | -------------------------------------------------------------------- | ----------------------------------- |
| 09020202 | Besenbinderstraße 2/4, 6/12, 7/11, 13 Köpenicker Straße 15, 42 Semmelweisstraße 1/3, 4/6, 7/11, 10 (Lage) | Ortskern Altglienicke Baudenkmale siehe: Besenbinderstraße 2/4, 6/12, 13 Semmelweisstraße 4/6, 7/11 | Weitere Bestandteile des Ensembles:                                  | Weitere Bestandteile des Ensembles: |
| 09020202 | Besenbinderstraße 2/4, 6/12, 7/11, 13 Köpenicker Straße 15, 42 Semmelweisstraße 1/3, 4/6, 7/11, 10 (Lage) | Ortskern Altglienicke Baudenkmale siehe: Besenbinderstraße 2/4, 6/12, 13 Semmelweisstraße 4/6, 7/11 | 09020204 – Besenbinderstraße 7, Kosättenhaus, um 1850, Umbau um 1923 |                                     |
| 09020202 | Besenbinderstraße 2/4, 6/12, 7/11, 13 Köpenicker Straße 15, 42 Semmelweisstraße 1/3, 4/6, 7/11, 10 (Lage) | Ortskern Altglienicke Baudenkmale siehe: Besenbinderstraße 2/4, 6/12, 13 Semmelweisstraße 4/6, 7/11 | Besenbinderstraße 11, Stall, um 1885                                 |                                     |
| 09020202 | Besenbinderstraße 2/4, 6/12, 7/11, 13 Köpenicker Straße 15, 42 Semmelweisstraße 1/3, 4/6, 7/11, 10 (Lage) | Ortskern Altglienicke Baudenkmale siehe: Besenbinderstraße 2/4, 6/12, 13 Semmelweisstraße 4/6, 7/11 | 09020208 – Semmelweisstraße 1/3, Gaststätte, um 1875                 | Gaststätte Ebel                     |
| 09020202 | Besenbinderstraße 2/4, 6/12, 7/11, 13 Köpenicker Straße 15, 42 Semmelweisstraße 1/3, 4/6, 7/11, 10 (Lage) | Ortskern Altglienicke Baudenkmale siehe: Besenbinderstraße 2/4, 6/12, 13 Semmelweisstraße 4/6, 7/11 | Saal, um 1890                                                        |                                     |
| 09020202 | Besenbinderstraße 2/4, 6/12, 7/11, 13 Köpenicker Straße 15, 42 Semmelweisstraße 1/3, 4/6, 7/11, 10 (Lage) | Ortskern Altglienicke Baudenkmale siehe: Besenbinderstraße 2/4, 6/12, 13 Semmelweisstraße 4/6, 7/11 | 09020211 – Semmelweisstraße 10, Bauernhaus, vor 1877, Umbau 1921     | Wohnhaus                            |
| 09046381 | Grünauer Straße 12–14 (Lage)                                                                              | Mietshäuser                                                                                         | Bestandteile des Ensembles:                                          | Bestandteile des Ensembles:         |
| 09046381 | Grünauer Straße 12–14 (Lage)                                                                              | Mietshäuser                                                                                         | 09046382 – Grünauer Straße 12, Mietshaus, 1885 von F. R. Thiele      |                                     |
| 09046381 | Grünauer Straße 12–14 (Lage)                                                                              | Mietshäuser                                                                                         | Stall                                                                |                                     |
| 09046381 | Grünauer Straße 12–14 (Lage)                                                                              | Mietshäuser                                                                                         | 09046383 – Grünauer Straße 13, Mietshaus, 1895 von Carl Mathan       |                                     |
| 09046381 | Grünauer Straße 12–14 (Lage)                                                                              | Mietshäuser                                                                                         | Stall                                                                |                                     |
| 09046381 | Grünauer Straße 12–14 (Lage)                                                                              | Mietshäuser                                                                                         | 09046384 – Grünauer Straße 14, Mietshaus, 1893 von Carl Mathan       |                                     |
| 09046381 | Grünauer Straße 12–14 (Lage)                                                                              | Mietshäuser                                                                                         | Stall und Toilettengebäude                                           |                                     |

## Denkmalbereiche (Gesamtanlagen)
| Nr.      | Lage                                              | Offizielle Bezeichnung                                           | Beschreibung | Bild                                   |
| -------- | ------------------------------------------------- | ---------------------------------------------------------------- | --- | -------------------------------------- |
| 09020224 | Am Alten Friedhof 50 (Lage)                       | Evangelischer Friedhof Altglienicke                              | Friedhofskapelle, 1904–1905 von F. Nischau und E. Schindler                                                         | Friedhofskapelle                       |
| 09020224 | Am Alten Friedhof 50 (Lage)                       | Evangelischer Friedhof Altglienicke                              | Umfassungsmauern und Erbbegräbnisse entlang der Straße Am Alten Friedhof                                            | Erbbegräbnisse                         |
| 09020224 | Am Alten Friedhof 50 (Lage)                       | Evangelischer Friedhof Altglienicke                              | Portal, 1905 von E. Markus                                                                                          |                                        |
| 09045246 | Am Pumpwerk 4 (Lage)                              | Wasserwerk Altglienicke                                          | Maschinenhaus, 1904–1906 von Heinrich Scheven, Erweiterung 1910–1911 von Otto Wolff                                 | Am Pumpwerk                            |
| 09045246 | Am Pumpwerk 4 (Lage)                              | Wasserwerk Altglienicke                                          | Rieseler-Gebäude |                                        |
| 09045246 | Am Pumpwerk 4 (Lage)                              | Wasserwerk Altglienicke                                          | Kleines Wohnhaus |                                        |
| 09045246 | Am Pumpwerk 4 (Lage)                              | Wasserwerk Altglienicke                                          | Großes Wohnhaus | Am Pumpwerk                            |
| 09045246 | Am Pumpwerk 4 (Lage)                              | Wasserwerk Altglienicke                                          | Eingangshäuschen |                                        |
| 09045246 | Am Pumpwerk 4 (Lage)                              | Wasserwerk Altglienicke                                          | Unterirdischer Wasserspeicher mit zwei Pumpenhäuschen                                                               |                                        |
| 09045246 | Am Pumpwerk 4 (Lage)                              | Wasserwerk Altglienicke                                          | Unterirdischer Speicher am westlichen Rand des Geländes                                                             |                                        |
| 09045248 | Germanenstraße 80/84F Preußenstraße 41/47B (Lage) | Kleinhaussiedlung Altglienicke                                   | 6 Mehrfamilienhäuser, 1910–1913 von Hermann Muthesius, Max Bel und Franz Clement                                    | Berlin-Altglienicke Preußensiedlung    |
| 09045248 | Germanenstraße 80/84F Preußenstraße 41/47B (Lage) | Kleinhaussiedlung Altglienicke                                   | Mehrfamilieneckhaus                                                                                                 |                                        |
| 09045248 | Germanenstraße 80/84F Preußenstraße 41/47B (Lage) | Kleinhaussiedlung Altglienicke                                   | Nördlicher Platzanlage mit 4 Reihenhausanlagen                                                                      | Berlin-Altglienicke Preußensiedlung    |
| 09045248 | Germanenstraße 80/84F Preußenstraße 41/47B (Lage) | Kleinhaussiedlung Altglienicke                                   | Platzanlage, Wegesystem, Struktur der Gartenanlagen                                                                 | Berlin-Altglienicke Preußensiedlung    |
| 09040272 | Rudower Straße (Lage)                             | Berliner Mauer, Grenzanlagen mit Mauerabschnitten und Wachtürmen | Hinterlandmauer, nach 1961 durch Regierung der DDR. Weitere Bestandteile des Denkmals befinden sich in Alt-Treptow. | Altglienicke Rudower Straße Mauerreste |

## Baudenkmale
| Nr.      | Lage                                              | Offizielle Bezeichnung                                                   | Beschreibung                                                                                         | Bild                                    |
| -------- | ------------------------------------------------- | ------------------------------------------------------------------------ | --- | --------------------------------------- |
| 09097774 | A 113 (Lage)                                      | Bärenskulptur                                                            | 1957 von Reneé Sintenis, Nachguss                                                                    |                                         |
| 09020207 | Besenbinderstraße 2/4 Köpenicker Straße 42 (Lage) | Dorfschule Bestandteil des Ensembles: Ortskern Altglienicke              | 1852–1853 von Butzke                                                                                 | Dorfschule                              |
| 09020207 | Besenbinderstraße 2/4 Köpenicker Straße 42 (Lage) | Dorfschule Bestandteil des Ensembles: Ortskern Altglienicke              | Erweiterungsbau, um 1885                                                                             |                                         |
| 09020207 | Besenbinderstraße 2/4 Köpenicker Straße 42 (Lage) | Dorfschule Bestandteil des Ensembles: Ortskern Altglienicke              | Portierhaus und Stall                                                                                |                                         |
| 09020203 | Besenbinderstraße 6/12 (Lage)                     | Kossätengehöft Bestandteil des Ensembles: Ortskern Altglienicke          | Wohnhaus, 1878 von F. R. Thiele                                                                      | Wohnhaus                                |
| 09020203 | Besenbinderstraße 6/12 (Lage)                     | Kossätengehöft Bestandteil des Ensembles: Ortskern Altglienicke          | Schuppen                                                                                             | Schuppen                                |
| 09020203 | Besenbinderstraße 6/12 (Lage)                     | Kossätengehöft Bestandteil des Ensembles: Ortskern Altglienicke          | Stall, 1883 von F. R. Thiele                                                                         | Stall                                   |
| 09020205 | Besenbinderstraße 13 (Lage)                       | Kossätengehöft Bestandteil des Ensembles: Ortskern Altglienicke          | Wohnhaus um 1800                                                                                     | Wohnhaus                                |
| 09020205 | Besenbinderstraße 13 (Lage)                       | Kossätengehöft Bestandteil des Ensembles: Ortskern Altglienicke          | Stall                                                                                                | Stall                                   |
| 09020215 | Grünauer Straße 7–8 Normannenstraße 1 (Lage)      | Mietshaus                                                                | 1906                                                                                                 | Berlin-Altglienicke Grünauer Straße 7–8 |
| 09020217 | Köpenicker Straße 9 (Lage)                        | Schalthaus                                                               | 1898 von der Bauabteilung für Leitungsnetze der AEG, Oberschöneweide                                 |                                         |
| 09020219 | Köpenicker Straße 31 (Lage)                       | Gemeindeschule Altglienicke                                              | 1912–1913 von Kern                                                                                   | Gemeindeschule Köpenicker Straße 31     |
| 09020213 | Rudower Straße 39 (Lage)                          | Wohnhaus oder Büdnerhaus                                                 | um 1830, Umbau 1912 von Oskar Poseck                                                                 |                                         |
| 09020221 | Rudower Straße 45 (Lage)                          | Mädchenschule Altglienicke mit Vorgarten                                 | 1892 von Hermann Bohl                                                                                | Rudower Straße 45                       |
| 09020222 | Rudower Straße 81–82 (Lage)                       | Doppelwohnhaus für Landarbeiter                                          | um 1830                                                                                              |                                         |
| 09045247 | Schirnerstraße 17/19 (Lage)                       | Wasserturm                                                               | 1905–1906 von Heinrich Scheven                                                                       | Wasserturm                              |
| 09020206 | Semmelweisstraße 4/6 Köpenicker Straße 15 (Lage)  | Dorfkirche Altglienicke Bestandteil des Ensembles: Ortskern Altglienicke | 1894–1895 von Ludwig von Tiedemann, Hermann Bohl und Ludwig Schaller                                 | Berlin-Altglienicke Dorfkirche          |
| 09020209 | Semmelweisstraße 7/11 (Lage)                      | Vierseithof Bestandteil des Ensembles: Ortskern Altglienicke             | Wohnhaus, 1834                                                                                       | Wohnhaus                                |
| 09020209 | Semmelweisstraße 7/11 (Lage)                      | Vierseithof Bestandteil des Ensembles: Ortskern Altglienicke             | Stall, 1879 von Telschow                                                                             | Stall                                   |
| 09020209 | Semmelweisstraße 7/11 (Lage)                      | Vierseithof Bestandteil des Ensembles: Ortskern Altglienicke             | Stall und Remisengebäude, 1889 von F. Dommisch; Altenteil, 1905 von Otto Wolter; Hof mit Pflasterung |                                         |
| 09020223 | Semmelweisstraße 49 (Lage)                        | Mietshaus                                                                | 1905 von F. Stahr                                                                                    | Berlin-Altglienicke Semmelweisstraße 49 |

## Gartendenkmale
| Nr.      | Lage                             | Offizielle Bezeichnung | Beschreibung                                                   | Bild |
| -------- | -------------------------------- | ---------------------- | -------------------------------------------------------------- | ---- |
| 09046095 | Schönefelder Chaussee 100 (Lage) | Städtischer Friedhof   | Friedhof                                                       |      |
| 09046095 | Schönefelder Chaussee 100 (Lage) | Städtischer Friedhof   | Feierhalle und umgebender Bebauung, um 1910 von K. A. Herrmann |      |
| 09046095 | Schönefelder Chaussee 100 (Lage) | Städtischer Friedhof   | Ehrenhain, um 1920                                             |      |
| 09046095 | Schönefelder Chaussee 100 (Lage) | Städtischer Friedhof   | Grab Evekind                                                   |      |
| 09046095 | Schönefelder Chaussee 100 (Lage) | Städtischer Friedhof   | Urnensammelgrab für KZ-Opfer                                   |      |